# Who's Zoomin' Who?
Who's Zoomin' Who? é o trigésimo álbum de estúdio da cantora norte-americana Aretha Franklin, lançado em 9 de julho de 1985, pela Arista Records. Distanciando-se da sonoridade adulto-contemporânea de seus álbuns anteriores Jump to It (1982) e Get It Right (1983) produzidos por Luther Vandross, Franklin passou a trabalhar com o musicista Narada Michael Walden em meados de 1984 para produzir "um disco com sonoridade juvenil". Como resultado, as canções de Who's Zoomin' Who? são influenciadas por vários gêneros populares de meados da década de 1980, incluindo dance-pop, synth-pop e R&B contemporâneo, bem como a estilização da maioria das faixas em música pop. 
Altamente elogiado por críticos, Who's Zoomin' Who? tornou-se o álbum de maior repercussão da artista desde Young, Gifted and Black (1972) e seu primeiro e único álbum de estúdio certificado em platina pela Recording Industry Association of America (RIAA) após bater a marca de 1 milhão de cópias físicas vendidas. Conquistando as 10 primeiras posições nas paradas da Nova Zelândia e da Suécia, o álbum também foi certificado com disco de platina no Canadá e disco de prata no Reino Unido. "Freeway of Love", o primeiro single do álbum, rendeu a Franklin um Prêmio Grammy de Melhor Performance Vocal R&B Feminina e permaneceu na liderança da Hot R&B/Hip-Hop Songs da Billboard por cinco semanas consecutivas.
Who's Zoomin' Who? é considerado o responsável pela retomada da carreira de Franklin, sendo frequentemente comparado ao sucesso comercial de Private Dancer (1984), de Tina Turner. O álbum também foi a primeira de diversas colaborações de Franklin com o baterista Narada Walden. Após este álbum, Franklin inaugurou sua era de videoclipes musicais estrelando os vídeos de "Freeway of Love", "Sisters Are Doin' It for Themselves" e "Another Night" na rede de televisão MTV. Em 1989, o álbum foi classificado em 89º lugar na "Lista dos Melhores Álbuns dos Anos 80" da revista Rolling Stone. À época de seu lançamento, a própria Franklin considerou Who's Zoomin' Who? como um de seus melhores álbuns já gravados.

## Antecedentes
Em 1983, Franklin lançou seu vigésimo nono álbum de estúdio, Get It Right. Produzido pelo cantor e compositor Luther Vandross após o bem-sucedido Jump to It (1982), o álbum emplacou a canção-título em primeiro lugar na Hot R&B/Hip-Hop Songs, mas teve sucesso comercial moderado nos Estados Unidos ficando em um modesto 36º lugar na Billboard 200. Franklin passou grande parte dos anos seguintes na cidade de Detroit cuidando de seu pai gravemente doente, o Reverendo C. L. Franklin. Após a morte de seu pai em 1984, a cantora cogitou voltar com maior proeminência ao cenário musical. Em uma entrevista à Rolling Stone, Franklin afirmou querer lançar "um disco com um som mais juvenil" após ouvir o que tocava no rádio na época.
A direção da Arista Records conseguiu uma reunião por telefone com o instrumentista e produtor Narada Michael Walden para decidir os rumos criativos do próximo álbum de estúdio de Franklin. Como Franklin não gostava de viajar para longe, Walden desenvolveu a base das canções em Los Angeles e depois mixou-as com os vocais de Franklin em Detroit. De acordo com Walden, Franklin "teve que se familiarizar em estar no estúdio" após o longo hiato, mas "não demorou muito para a cantora entrar em forma novamente". Apesar da reputação de Franklin como grande cantora, Walden considerou fácil a colaboração no estúdio, citando-a como uma "Mae West negra". Descrevendo ainda mais o processo de gravação do álbum, Walden afirmou: "Ela canta uma música na nota mais baixa talvez quatro ou cinco vezes. Depois, ela canta em seu tom e faz duas ou três tomadas". Walden publicou diversos anúncios buscando uma voz masculina para dividir os vocais com Franklin na faixa "Push", mas os candidatos procurados desistiam diante da reputação da cantora como uma excelente vocalista. Peter Wolf, vocalista da banda de blues rock The J. Geils Band, aceitou a proposta e gravou o dueto com Franklin.

## Faixas
| Lado A |                     |                                             |              |         |  |
| N.º    | Título              | Compositor(es)                              | Produtor(es) | Duração |  |
| 1.     | "Freeway of Love"   | Jeffrey E. Cohen Narada Walden              | Walden       | 5:52    |  |
| 2.     | "Another Night"     | Beppe Cantarelli Roy Freeland               | Walden       | 4:31    |  |
| 3.     | "Sweet Bitter Love" | Van McCoy                                   | Franklin     | 5:11    |  |
| 4.     | "Who's Zoomin' Who" | Aretha Franklin Preston Glass Narada Walden | Walden       | 4:44    |  |

| Lado B |                                                        |                               |              |         |  |
| N.º    | Título                                                 | Compositor(es)                | Produtor(es) | Duração |  |
| 5.     | "Sisters Are Doin' It for Themselves" (com Eurythmics) | Annie Lennox David A. Stewart | Stewart      | 5:52    |  |
| 6.     | "Until You Say You Love Me"                            | Glass Walden                  | Walden       | 4:23    |  |
| 7.     | "Ain't Nobody Ever Loved You"                          | Cohen Walden                  | Walden       | 4:50    |  |
| 8.     | "Push" (com Peter Wolf)                                | Cohen Walden                  | Walden       | 4:35    |  |
| 9.     | "Integrity"                                            | Franklin                      | Franklin     | 4:24    |  |

## Créditos

### Músicos
- Aretha Franklin – vocais
- Walter Afanasieff – teclado (faixas 1, 2, 4, 6 e 8)
- Preston Glass – teclado (faixas 1, 2, 6 e 8)
- Nat Adderley Jr. – teclado (faixas 3 e 9)
- Robbie Kondor – sintetizador (faixas 3 e 9)
- Annie Lennox – teclado (faixa 5)
- David A. Stewart – teclado e guitarra rítmica (faixa 5)
- Benmont Tench – órgão Hammond (faixa 5)
- Mike Campbell – guitarra (faixa 5)
- Carlos Santana – guitarra (faixa 8)
- Randy Jackson – baixo sintetizado (faixas 1, 2, 4, 6 e 8); baixo acústico (faixas 2 e 7); e vocais (faixa 2 e 4)
- Louis Johnson – baixo (faixas 3 e 9)
- Nathan East – baixo (faixa 5)
- Narada Michael Walden – bateria (faixas 1, 2, 4, 6 e 8); percussão (faixas 1, 2, 6 e 8), piano acústico (faixa 4)